# Vespula shidai
Vespula shidai är en getingart som beskrevs av Ish.,yam.,wagn. 1980. Vespula shidai ingår i släktet jordgetingar, och familjen getingar. Inga underarter finns listade i Catalogue of Life.